# 布朗扎盖-圣西巴尔
布朗扎盖-圣西巴尔（法語：Blanzaguet-Saint-Cybard，法語發音：[blɑ̃zaɡɛ sɛ̃ sibaʁ]）是法国夏朗德省的一个市镇，属于昂古莱姆区。该市镇由布朗扎盖（Blanzaguet）和圣西巴尔（Saint-Cybard）等村庄组成。

## 地理
布朗扎盖-圣西巴尔（45°28'12"N, 0°19'13"E）面积11.95 平方千米，位于法国新阿基坦大区夏朗德省，该省份为法国西部内陆省份，北起德塞夫勒省和维埃纳省，东临上维埃纳省，东南至多尔多涅省，南至多爾多涅省，西接滨海夏朗德省。
与布朗扎盖-圣西巴尔接壤的市镇（或旧市镇、城区）包括：埃东、居拉、维勒布瓦拉瓦莱特、香槟和方丹、拉罗什博库尔和阿让蒂讷。

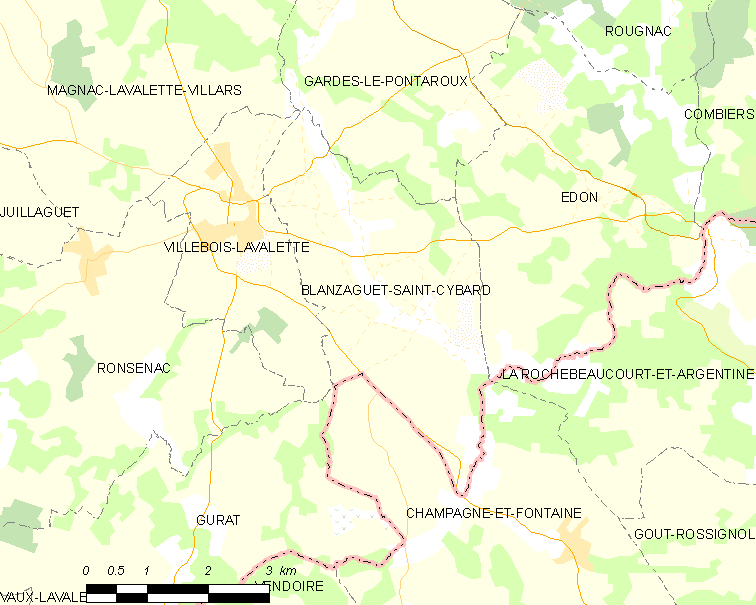
布朗扎盖-圣西巴尔的OSM定位图

布朗扎盖-圣西巴尔的时区为UTC+01:00、UTC+02:00（夏令时）。

## 行政
布朗扎盖-圣西巴尔的邮政编码为16320，INSEE市镇编码为16047。

## 政治
布朗扎盖-圣西巴尔所属的省级选区为蒂德-拉瓦莱特县。

## 人口

1962-2008年间布朗扎盖-圣西巴尔人口变化图示

布朗扎盖-圣西巴尔于2022年1月1日时的人口数量为273人。